# La incredibile e triste storia della candida Eréndira e della sua nonna snaturata
La incredibile e triste storia della candida Eréndira e della sua nonna snaturata è una raccolta di racconti dello scrittore colombiano Gabriel García Márquez, Premio Nobel per la letteratura 1982, pubblicata per la prima volta in lingua originale a Buenos Aires nel 1972.
Comprende una serie di testi scritti dopo il clamoroso successo internazionale di Cent'anni di solitudine (1967), con l'eccezione di uno solo, scritto nel 1961; è anche il primo volume dato alle stampe nei cinque anni successivi alla pubblicazione del suo best seller. A molti critici apparve diverso, inferiore rispetto al precedente; in realtà la produzione di García Márquez è sempre in bilico tra due spinte contrastanti: l'esplorazione di nuovi temi e stili e la riaffermazione del lavoro precedente.

## I racconti
I sette racconti dell'antologia erano tutti inediti al momento della prima pubblicazione, tranne due. Le date di composizione degli altri cinque (riportate in tutte le edizioni della raccolta) vanno dal 1968 al 1972. I titoli dei racconti sono quelli della traduzione comparsa nella collana I Meridiani per l'editore Mondadori (2004). L'ultimo racconto è anche quello che dà il nome alla raccolta: da esso il regista brasiliano Ruy Guerra ha ricavato nel 1984 il film Erendira, con Cláudia Ohana protagonista.

### Un signore molto vecchio con due ali enormi
- Un señor muy viejo con unas alas enormes, 1970

Durante il periodo delle piogge, marito e moglie che abitano un paese della costa si ritrovano in cortile un uomo malridotto che porta sulla schiena ali di penne, come un enorme uccello. Tutti sono convinti che si tratti di un angelo caduto; i due sfruttano la sua notorietà che attira curiosi disposti a pagare un biglietto. Quando la curiosità si affievolisce, il vecchio viene mal sopportato in casa, finché un giorno dopo essersi rimesso in salute, spicca il volo e si allontana sul mare.
Il racconto fu scritto tra gennaio e luglio 1968, quando l'autore viveva a Barcellona, con il proposito di fare un libro per bambini. Nessuno dei testi di questa antologia è ambientato a Macondo, l'immaginaria cittadina della Colombia settentrionale diventata sinonimo di utopia sudamericana grazie al successo di Cent'anni di solitudine; tuttavia, frammenti di tutte le opere precedenti vengono citati qua e là nelle storie.

### Il mare del tempo perduto
- El mar del tiempo perdido, prima pubblicazione: n. 5-6 Revista Mexicana de Literatura n. 5-6, Città del Messico, maggio-giugno 1962

Una fragranza di rose giunge improvvisamente dal mare, suscitando nel villaggio pensieri contrastanti. La moglie del vecchio Jacob è convinta che sia l'annuncio della propria morte, ma non è l'unica a sentire il profumo. I curiosi arrivano da ogni luogo, un sacerdote sostiene che il paese è benedetto perché si sente il profumo di Dio. Nella moltitudine, arriva anche il gringo Herbert, pronto a soddisfare i bisogni economici di chiunque, a patto che dimostri una qualsiasi abilità. Jacob lo sfida a dama per 20 pesos, ma continua a perdere fino a moltiplicare il suo debito. Herbert si addormenta per un tempo così lungo che lo credono morto, e al risveglio è talmente affamato da scendere nel mare alla ricerca di cibo, portando con sé Tobías. Al suo ritorno al villaggio, nessuno crederà che abbia visto sul fondo i corpi di tutti coloro che sono stati sepolti in mare.

### L'annegato più bello del mondo
- El ahogado más hermoso del mundo, 1968

I bambini di un villaggio sul mare scoprono sulla spiaggia il corpo di un uomo annegato. Le donne del paese lo ripuliscono dalle alghe e dalle incrostazioni, si rivela un uomo di proporzioni non comuni; il confronto con i mariti non regge. Lo battezzano Esteban e tentano in ogni modo di contrastare la possibilità che venga sepolto definitivamente.
I primi cinque racconti dell'antologia sono tutti ambientati in località di mare, al contrario della precedente produzione letteraria: villaggi polverosi e dimenticati, stretti tra il mare feroce e il deserto, un tropico marcescente che fa giustizia di tanti stereotipi cuciti addosso all'autore. Questo è il secondo racconto scritto nel 1968 destinato a un libro per bambini.

### Morte costante al di là dell'amore
- Muerte constante más allá del amor, 1970

(Incipit di Muerte constante mas allá del amor)
Un anziano politico viene a sapere di essere condannato dal cancro e vive il suo ultimo tour elettorale con disinganno. In un villaggio qualsiasi della costa conosce la donna più bella che abbia mai visto, è la figlia di un elettore al quale ha sempre rifiutato favori. Il padre la invia nell'albergo del senatore perché gli faccia avere i documenti in grado di regolarizzare la sua posizione di straniero immigrato.
Anche questo racconto mostra un Tropico incolore, maleodorante, dimenticato, soggetto al tempo e alla morte. L’idea nasce durante la stesura del racconto che darà il titolo all’antologia; come spesso accade con García Márquez, un frammento separato da un testo diventa un testo autonomo. Il titolo è una parafrasi della poesia Amor constante más allá de la muerte di Francisco de Quevedo.

### L'ultimo viaggio del veliero fantasma
- El último viaje del buque fantasma, 1968

Un giovane solitario e orfano ha la visione di uno smisurato transatlantico che dal mare si avvicina al villaggio, dà l’allarme ma viene malmenato dai vicini che non vedono nulla. L’immensa nave torna tutti gli anni alla stessa data, finché il ragazzo si mette in mare con una barchetta e una lampada per guidarla alla rivincita contro il villaggio.
Lo stile di questo racconto è diverso dagli altri, per certi versi anticipa L'autunno del patriarca con le sue lunghe frasi avvolgenti, piene di ramificazioni, un esperimento alla ricerca di un nuovo linguaggio che possa portare definitivamente l’autore fuori dal “labirinto” di Macondo. Si tratta del quarto racconto in ordine cronologico destinato al progetto di un libro per bambini.

### Blacamán il buono, venditore di miracoli
- Blacamán el bueno, vendedor de milagros, prima pubblicazione in Revista de la Universidad de México n. 2-3 anno XXIII, Città del Messico, ottobre-novembre 1968

Blacamán è un venditore di rimedi medici da strada che inganna il pubblico con miracoli inesistenti. Il suo assistente è un ragazzino che non si presta ai trucchi, il vecchio lo imprigiona e tortura terribilmente finché la disperazione totale trasforma il fanciullo in un superuomo. Diventa Blacamán il buono, e si vendica orribilmente sul suo aguzzino, Blacamán il cattivo.
Terzo racconto scritto tra gennaio e luglio 1968 in previsione di un libro per bambini. È un classico esempio di come molto più che nel resto della sua narrativa, nei racconti di questa raccolta l’autore spinge sui temi fantastici: uomini alati, navi fantasma, passeggiate sotto il mare.

### La incredibile e triste storia della candida Eréndira e della sua nonna snaturata
- La increíble y triste historia de la cándida Eréndira y de su abuela desalmada, 1972

(Incipit di Muerte constante mas allá del amor)
Dopo che suo padre è morto, la quattordicenne Eréndira vive con la nonna paterna, che la sfrutta facendola lavorare in casa giorno e notte come una serva; un giorno un incendio distrugge completamente l’abitazione, e la vecchia addossa la colpa alla sbadataggine della nipote, che dovrà rimborsarle un danno calcolato in 872.315 pesos. Vende senza remore la sua verginità a un vedovo, poi la costringe a ricevere uomini a una tariffa molto bassa in una tenda itinerante. Eréndira è giovane e bellissima, la notizia si diffonde, gli uomini fanno la fila. Un vero e proprio circo con venditori di strada, fotografi e portatori indios circonda l’attività.
I frati di un convento riescono a sottrarre la ragazzina per tenerla lontano dalle grinfie della nonna, ma la vecchia le procura a pagamento un marito e la fa sposare con uno stratagemma; Eréndira è costretta quindi a uscire dal convento e a vendere nuovamente il suo corpo agli uomini nella tenda. 
Il giovane Ulises, figlio di un contrabbandiere e di un’india, bello come un angelo, si innamora di Eréndira e fugge con lei, ma viene riacciuffato dall’autorità lanciata alle sue calcagna.
La nonna tiene Erendira incatenata alla caviglia e continua il suo tour per riempire l’enorme forziere che possiede. Una notte Eréndira chiama Ulises con la voce della mente; il ragazzo scappa di casa e la raggiunge. I due pianificano l'omicidio della vecchia. Ulises trova l'occasione di affrontarla di persona e riesce a ucciderla, nonostante la donna si riveli più coriacea di quanto sia possibile immaginare. Ma rimane spiazzato dal successivo atteggiamento di Eréndira, che lo mollerà dopo essersi impadronita del corpetto di lingotti d’oro che la vecchia sfruttatrice portava sempre con sé.
Abbandonato il progetto di un libro di racconti per bambini iniziato nella prima metà del 1968, García Márquez iniziò la stesura di una sceneggiatura che già aveva questo titolo; nel 1971 la trasformò definitivamente in un racconto lungo. L’idea nasce da un fatto reale al quale assisté l’autore stesso all’età di 16 anni in un remoto villaggio dei Caraibi: una prostituta di 11 anni in un bordello ambulante gestito da una matrona che avrebbe potuto essere sua nonna.
Già dal 1961 un accenno all'episodio appare in Il mare del tempo perduto, ma è in un passaggio di Cent'anni di solitudine che è possibile individuare la vera origine della storia di Eréndira, quando Aureliano Buendía entra nella tenda di una mulatta adolescente costretta a prostituirsi per ripagare alla nonna i danni di un incendio.

## Edizioni italiane
- La incredibile e triste storia della candida Eréndira e della sua nonna snaturata, traduzione di Enrico Cicogna, Collana I Narratori n.211, Milano, Feltrinelli, 1973,  p. 199.
- La incredibile e triste storia della candida Eréndira e della sua nonna snaturata, traduzione di Enrico Cicogna, Collana Omnibus, Milano, Mondadori, 1983. - Introduzione di Cesare Acutis, Collana Oscar n.1755, Mondadori, 1984, ISBN 88-04-24416-X.
- in  Opere narrative. Volume II, traduzione di Ilide Carmignani, a cura di Bruno Arpaia, Collana I Meridiani, Milano, Mondadori, 2004, ISBN 978-88-045-2042-9.
- La incredibile e triste storia della candida Eréndira e della sua nonna snaturata, traduzione di I. Carmignani, Collana Oscar Scrittori moderni n.684, Milano, Mondadori, 2005, ISBN 978-88-045-4322-0. - Collana Oscar Moderni, Mondadori, 2020, ISBN 978-88-047-3768-1.
- in  Tutti i racconti, traduzione di I. Carmignani, Collana Scrittori italiani e stranieri, Milano, Mondadori, 2012, ISBN 978-88-046-2689-3. - Collana Oscar Bestsellers, Mondadori, 2013; Collana Oscar Baobab Moderni, Mondadori, 2021, ISBN 978-88-047-3657-8.